# بنغون غروب
تُعد بِنْغُوِن غْرُوب (بالإنجليزية: Penguin Group)‏ دار نشر تجارية بريطانية وجزءًا من شركة (بنغوين راندوم هاوس) المملوكة لشركة الإعلام الألمانية (برتلسمان) القابضة. قامت الشركة الجديدة مبدئيًا، في الأول من يوليو عام 2013، كمشروع مشترك بين شركة (برتسلمان) والتي امتلكت 53٪ منها وشركة (بيرسون) التي امتلكت الـ 47٪ المتبقية منها ولكن، وفي شهر ديسمبر من عام 2019، أصبحت شركة (بنغوين راندوم هاوس) بالكامل ملكًا لشركة (برتسلمان).
يقع المقر الرئيسي لدار نشر (بنغوين بوكس) في ضاحية ويستمنستر في لندن.
تُعد دار (بنغوين بوكس) المحدودة الفرع البريطاني لها، وتتوزع الأفرع الأخرى حول العالم مثل الولايات المتحدة الأمريكية وإيرلندا ونيوزيلندا والهند واستراليا وكندا والصين والبرازيل وجنوب أفريقيا.

## التاريخ
بيعت دار (بنغوين بوكس) المحدودة، والتي تأسست عام 1935 في المملكة المتحدة، لشركة (بيرسون لونقمان) للنشر في عام 1970. وفي عام 1975، أشترت (بنغوين) دار (فايكنق بريس) الأمريكية للنشر والتي تطبع الكتب ذات الغلاف المقوى وفي عام 1986، أشترت (بنغوين) دار (نيو أميريكان لايبراري) للنشر، وهي شركة ضخمة لنشر الكتب ذات الغلاف الورقي.
أُسست شركة (بنغوين قروب) الأمريكية عام 1996 كنتيجة لشراكة بين دار (بنغوين بوكس) الأمريكية ودار (بوتنام بيركلي قروب) للنشر وذلك بعد أن أشترت (بنغوين) دار (بوتنام بيركلي) من شركة (إم سي إيه) وفي البداية أُطلق على الشركة الجديدة اسم شركة (بنغوين وبوتنام) ولكن، وفي عام 2003، تغير اسمها إلى شركة (بنغوين قروب «يو أس أيه») وذلك لإظهار جهود الشركة الأم (بيرسون «بي إل سي») في جمع كل شركات (بنغوين) حول العالم تحت إشراف دار (بنغوين قروب) وهي الفرع المملوك لشركة (بيرسون).
أستخدمت شركات (بنغوين) العديد من المطبوعات التي كانت مملوكة لدور نشر مستقلة. كما تدير شركة (بنغوين قروب «يو إس إيه») منصة للتحدث والتي تنظم مؤتمرات للعديد من الكتاب والمؤلفين الذين ينتمون لدور النشر هذه. وفي عام 2011، تم إطلاق منصة للكتابة والنشر على شبكة الإنترنت تابعة لـ (بنغوين قروب «يو إس إيه»)  تدعى بـ (بوك كونتري).
و في شهر أبريل من عام 2012، أدانت وزارة العدل الأمريكية شركتي (أبل) و (بنغوين) وأربع شركات أخرى للنشر كمتهمين في قضية احتكار، حيث تم إتهام كُلًا من هذه الشركات بالتآمر لتثبيت أسعار الكتب الإلكترونية لإضعاف شركة (أمازون) في السوق مما يُعد انتهاكًا لقانون منع الاحتكار، وفي شهر ديسمبر من عام 2013، حكمت المحكمة الفيدرالية بتسويةٍ لحل إتهامات الاحتكار هذه، وذلك يقضي بإلزام كُلًا من (بنغوين) والشركات الأخرى بتعويض كافة القُراء الذين دفعوا مبالغ زائدة لشراء الكتب نتيجة لتثبيت الأسعار
في شهر أكتوبر من عام 2012، دخلت شركة (بيرسون) بمفاوضات مع منافستها شركة (برتلسمان) حول إمكانية دمج شركتيّ النشر اللاتي يملكونها، وهي (بنغوين قروب) و (راندوم هاوس). وكانت تعتبر الشركتان من الـ (بيق سكس) «أي ضمن أكبر ست ديار للنشر» والتي أصبحت الـ (بيق فايف) «أي أكبر خمس ديار للنشر»، بعد اكتمال الاندماج. وافق الاتحاد الأوروبي على اندماج الشركتين في الخامس من أبريل عام 2013 وأصبحت تسمى بـ (بنغوين راندوم هاوس).

## المطبوعات
تشمل مطبوعات (بنغوين قروب) الآتي:
- مطبوعات دار (أفيري ببلشنق) للنشر
- مطبوعات دار (بيركلي بوكس) للنشر
- مطبوعات دار (أيس بوكس) للنشر
- مطبوعات دار (جوف بوكس) للنشر
- مطبوعات دار (نيو أميركان لايبراري) للنشر
- مطبوعات دار (أي.بي دوتون) للنشر
- مطبوعات دار (دوتون تشلدرن) للنشر
- مطبوعات دار (بلوم) للنشر
- مطبوعات دار (أوبسيديان) للنشر
- مطبوعات دار (أونكس) للنشر
- مطبوعات دار (روك بوكس) للنشر
- مطبوعات دار (سقنيت بوكس) للنشر
- مطبوعات دار (سقنيت كلاسيك) للنشر
- مطبوعات دار (سقنيت إكلبس) للنشر
- مطبوعات دار (توباز) للنشر
- مطبوعات دار (كارتون نيوورك بوكس) للنشر
- مطبوعات دار (كومبانيا داس ليتراس) للنشر
- مطبوعات دار (ديال بريس) للنشر
- مطبوعات دار (ديال بوكس فور يونق ريدرز) للنشر
- مطبوعات دار (دي كاي) للنشر
- مطبوعات دار (ألفا بوكس) للنشر
- مطبوعات دار (دي كاي أي ويتنيس ترافيل) للنشر
- مطبوعات دار (فاير بيرد بوكس) للنشر
- مطبوعات دار (فريدريك وارن أند كو) للنشر
- مطبوعات دار (جي.بي بوتنام سون) للنشر
- مطبوعات دار (أيمي إنهورن) للنشر
- مطبوعات دار (ماريان وود) للنشر
- مطبوعات دار (كووارد ماكان) للنشر
- مطبوعات دار (جي.بي بوتنامز سون فور يونق ريدرز) للنشر
- مطبوعات دار (قروسيت أند دونلاب) للنشر
- مطبوعات دار (تشارتير بوكس «ايس تشارتير») للنشر
- مطبوعات دار (بيد تايم ستوريز) للنشر
- مطبوعات دار (جونيور لايبراري) للنشر
- مطبوعات دار (بلات اند منك) للنشر
- مطبوعات دار (أتش بي بوكس) للنشر، «أسست عام 1964 كدار نشر متنقلة»
- مطبوعات دار (كوكيلا) للنشر
- مطبوعات دار (ليدي بيرد بوكس) للنشر
- مطبوعات دار (باميلا دورمان بوكس) للنشر
- مطبوعات دار (بليكان بوكس) للنشر
- مطبوعات دار (بنغوين بوكس) للنشر
- مطبوعات دار (أوا بريس) للنشر
- مطبوعات دار (هاميش هاميلتون) للنشر
- مطبوعات دار (مايكل جوزيف) للنشر
- مطبوعات دار (بنغوين كلاسيكس) للنشر
- مطبوعات دار (بنغوين بريس) للنشر، «أسست عام 2003 للروايات الأدبية الخيالية والواقعية»
- مطبوعات دار (بنغوين يونق ريدرز قروب) للنشر
- مطبوعات دار (برايس ستيرن سلون) للنشر
- مطبوعات دار (بفن بوكس) للنشر
- مطبوعات دار (فايكنغ بريس) للنشر
- مطبوعات دار (فايكنغز تشيلدرن) للنشر
- مطبوعات دار (تارتشير بيرجي) للنشر
- مطبوعات دار (فيلوميل بوكس) للنشر
- مطبوعات دار (بورتفوليو) للنشر
- مطبوعات دار (رازوربيل) للنشر
- مطبوعات دار (ريفرهيد بوكس) للنشر
- مطبوعات دار (سينتينيل) للنشر
- مطبوعات دار (سبيك) للنشر

## روابط خارجية
- الموقع الرسمي